# Grand Prix Wielkiej Brytanii 1967
Grand Prix Wielkiej Brytanii 1967 (oryg. RAC British Grand Prix) – szósta runda Mistrzostw Świata Formuły 1 w sezonie 1967, która odbyła się 15 lipca 1967, po raz 11. na torze Silverstone.
20. Grand Prix Wielkiej Brytanii, 18. zaliczane do Mistrzostw Świata Formuły 1.

## Klasyfikacja
| Legenda oznaczeń w tabelach wyników Wyświetl szablon na nowej stronie | Legenda oznaczeń w tabelach wyników Wyświetl szablon na nowej stronie                                                                     |
| Oznaczenie                                                            | Wyjaśnienie |
| --------------------------------------------------------------------- | --- |
| Złoty                                                                 | Zwycięzca lub mistrzostwo |
| Srebrny                                                               | 2. miejsce lub wicemistrzostwo |
| Brązowy                                                               | 3. miejsce lub II wicemistrzostwo |
| Zielony                                                               | Ukończył, punktował (w klasyfikacji generalnej, gdy zdobył co najmniej jeden punkt na przestrzeni sezonu, poza trzema powyższymi opcjami) |
| Niebieski                                                             | Ukończył, nie punktował (w klasyfikacji generalnej, gdy nie zdobył co najmniej jednego punktu na przestrzeni sezonu)                      |
| Czerwony                                                              | Nie zakwalifikował się (NZ) |
| Czerwony                                                              | Nie prekwalifikował się (NPK) |
| Różowy                                                                | Nie ukończył (NU) |
| Różowy                                                                | Niesklasyfikowany (NS) (w klasyfikacji generalnej, gdy nie został sklasyfikowany w żadnym wyścigu sezonu)                                 |
| Czarny                                                                | Zdyskwalifikowany (DK) |
| Czarny                                                                | Wykluczony (WYK/EX) |
| Biały                                                                 | Nie wystartował (NW) |
| Biały                                                                 | Kontuzjowany (K/INJ) |
| Biały                                                                 | Wyścig odwołany (OD/C) |
| Bez koloru                                                            | Został wycofany (WYC/WD) |
| Bez koloru                                                            | Nie przybył (NP/DNA) |
| Bez koloru                                                            | Nie brał udziału w treningach (NT/DNP) |
| Bez koloru                                                            | Nie został zgłoszony (–) |
| Pogrubienie                                                           | Start z pole position |
| Kursywa                                                               | Najszybsze okrążenie wyścigu |
| †                                                                     | Nie ukończył, ale jego rezultat został zaliczony ze względu na przejechanie więcej niż 90% dystansu wyścigu.                              |
| *                                                                     | Sezon w trakcie |
| 1/2/3                                                                 | Punktowana pozycja w sprincie kwalifikacyjnym                                                                                             |
| Lista systemów punktacji Formuły 1                                    | |

| Pos | No | Kierowca        | Konstruktor     | Okrążeń | Czas/powód NU   | Poz. Start. | Punktów |
| --- | -- | --------------- | --------------- | ------- | --------------- | ----------- | ------- |
| 1   | 5  | Jim Clark       | Lotus-Ford      | 80      | 1:59:25.6       | 1           | 9       |
| 2   | 2  | Denny Hulme     | Brabham-Repco   | 80      | + 12.8          | 4           | 6       |
| 3   | 8  | Chris Amon      | Ferrari         | 80      | + 16.6          | 6           | 4       |
| 4   | 1  | Jack Brabham    | Brabham-Repco   | 80      | + 21.8          | 3           | 3       |
| 5   | 12 | Pedro Rodríguez | Cooper-Maserati | 79      | + 1 Lap         | 9           | 2       |
| 6   | 7  | John Surtees    | Honda           | 78      | + 2 Okrążeń     | 7           | 1       |
| 7   | 15 | Chris Irwin     | BRM             | 77      | + 3 Okrążeń     | 13          |         |
| 8   | 20 | David Hobbs     | BRM             | 77      | + 3 Okrążeń     | 14          |         |
| 9   | 14 | Alan Rees       | Cooper-Maserati | 76      | + 4 Okrążeń     | 15          |         |
| 10  | 18 | Guy Ligier      | Brabham-Repco   | 76      | + 4 Okrążeń     | 21          |         |
| NU  | 19 | Bob Anderson    | Brabham-Climax  | 67      | Silnik          | 17          |         |
| NU  | 6  | Graham Hill     | Lotus-Ford      | 64      | Silnik          | 2           |         |
| NU  | 4  | Mike Spence     | BRM             | 44      | Zapłon          | 11          |         |
| NU  | 9  | Dan Gurney      | Eagle-Weslake   | 34      | Sprzęgło        | 5           |         |
| NU  | 22 | Silvio Moser    | Cooper-ATS      | 29      | Ciśnienie oleju | 20          |         |
| NU  | 11 | Jochen Rindt    | Cooper-Maserati | 26      | Silnik          | 8           |         |
| NU  | 3  | Jackie Stewart  | BRM             | 20      | Skrz. biegów    | 12          |         |
| NU  | 10 | Bruce McLaren   | Eagle-Weslake   | 14      | Silnik          | 10          |         |
| NU  | 17 | Jo Siffert      | Cooper-Maserati | 10      | Silnik          | 18          |         |
| NU  | 23 | Joakim Bonnier  | Cooper-Maserati | 0       | Silnik          | 9           |         |
| NW  | 16 | Piers Courage   | BRM             | 0       |                 |             |         |